# うまし うるわし 奈良
うまし うるわし 奈良（うまし うるわし なら）とは、東海旅客鉄道（JR東海）が2006年 から展開している奈良観光のキャンペーンならびにCMである。
2022年5月をもって終了した。
本項目では、このキャンペーンの関連番組としてBS-TBSで放送されている旅番組『奈良ふしぎ旅図鑑』についても記載する。

## 概要
2010年の平城遷都1300年記念事業を前に始まった。開始当初から2016年までは「いま、ふたたびの奈良へ。」のキャッチコピーを用いていた。テレビCMでは「歌劇『イーゴリ公』よりだったん人の踊り」を使用している。なお、「そうだ 京都、行こう。」とは異なる代理店（ジェイアール東海エージェンシー）により制作されているため、雰囲気は大きく異なる。以下に、キャンペーン順に取り上げられた寺社を表記する。
1. 東大寺二月堂、お水取り。なお、ポスターでは大仏編と東大寺遠景編もある。
2. 薬師寺の西塔・東塔（ポスターでは二つの塔が実際の向きと異なる合成である）
3. 法隆寺（法隆寺におけるCM撮影はこれが史上初めてのこととなる。）
4. 興福寺の阿修羅像、五重塔と猿沢池
5. 西大寺
6. 春日大社（この企画で初の神社になる）
7. 室生寺（五重塔）
8. 飛鳥（寺社以外が初めてとりあげられる）：石舞台、甘樫丘からの遠景、伝飛鳥板蓋宮跡、入鹿首塚、亀石、猿石、飛石、酒船石がとりあげられている。
9. 平城京：平城宮跡および朱雀門（遷都1300年記念）。CMではCGで再現された平城京が映された。伎楽が使われている。
10. 唐招提寺:鑑真和上(鑑真)が建設。千手観音立像がとりあげられている。

なお、JR東海は奈良県に路線を持っておらず（奈良県内のJR線はすべてJR西日本管内）、乗り入れ列車も「かすが」の2006年3月の廃止以降は運転されていない。また、JR東海が計画を進めている中央新幹線は基本計画で奈良市付近を通ると定められているものの、2025年現在では名古屋市以西の具体的なルートは決定していない。しかし2023年12月より始まった環境アセスメントでは奈良県の3か所（大和郡山市内、奈良市のJR平城山駅と八条・大安寺周辺）が調査地点となって行われている。一方、近畿日本鉄道（近鉄）と協力的であり、近鉄京都線が、京都駅で東海道新幹線と接続していることもあり、かつてJR東海とJR東日本が発売していた「奈良・大和路遊々きっぷ」では、奈良県内のJR西日本線だけでなく、近鉄線の指定区間も乗り降り自由となっていた。
ちなみに近鉄の駅構内や車内、雑誌媒体においては、本キャンペーンの広告を2社共同で出稿しているものもあるほか、JR東海の「うまし うるわし 奈良」のウェブサイトでは近鉄電車の奈良情報サイト「奈良大和路」へのリンクバナーが張られている。ただし、前述した本キャンペーンの広告で取り上げられた名所の中で唯一、法隆寺はJR西日本（関西本線（大和路線））の法隆寺駅が最寄り駅となっている。

## 以前のキャンペーン
このキャンペーン以前にも「いま、奈良にいます。」というキャッチコピーのシリーズが1993年から2001年まで行われていた。その中で、二月堂のお水取りは1994年にも取り上げられている。

## 後継キャンペーン
「うまし うるわし 奈良」の終了と入れ替わりに、「いざいざ奈良」キャンペーンが始まった。イメージキャラクターに俳優の鈴木亮平を起用。ずらし旅と組み合わせて販売する。

## 関連番組
『奈良ふしぎ旅図鑑』（ならふしぎたびずかん）は、2016年4月13日からBS-TBSで放送されている旅番組。東海旅客鉄道（JR東海）の一社提供。

### 番組概要
奈良県内の名所にまつわる「不思議」を毎週1か所につき1つ取り上げる内容となっている。このキャンペーンでビジュアル展開した名所が紹介されることもある。過去の放送内容は公式サイトを参照（「うまし うるわし 奈良」のウェブサイトでは動画が視聴できる）。
番組終了前には、「うまし うるわし 奈良」のCMが放送される場合がある。なお2019年現在、JR東海のCMが全国放送される唯一の番組となっている。

### 出演者(ふしぎ案内人)
- 林遣都 - ナレーションも担当（2025年8月6日 - ）（予定）
- 吉岡里帆 - ナレーションも担当（2020年7月1日 - 2025年7月28日[注 2]（#486））
- 相武紗季 - ナレーションも担当（2016年4月13日 - 2020年6月24日）

### 放送時間
- 水曜日 21:54 - 22:00